# Аль-Мансур Биллах
Абу Тахир Исмаил ибн аль-Каим аль-Мансур Биллах, известный как аль-Мансур (араб.  أبو طاهر إسماعيل بن القائم المنصور بالله  ‎;
январь 914, Раккада — 18 марта 953, Махдия) — халиф Фатимидского халифата в 946—953 годах, тринадцатый имам исмаилитов.

## Биография
Сын второго фатимидского халифа аль-Каима и берберской наложницы Калимы; первый из Фатимидов, родившийся на африканском континенте.
Правление аль-Мансура почти целиком попало на период хариджитского восстания под руководством Абу Язида, охватившего государство Фатимидов и поставившего исмаилитскую державу на край гибели. Будучи наследником, Исмаил помогал отцу в организации попыток подавления восстания, но фатимидские войска терпели поражения. В 945 году повстанцы осадили столицу страны Махдию, где укрылись халиф аль-Каим и его наследник Исмаил. Но сторонники Абу Язида не смогли овладеть Махдией, осада затянулась до 946 года.
В мае 946 года халиф аль-Каим умер в своей осаждённой столице, и Исмаил наследовал престол. Первое время Исмаил скрывал от подданных смерть отца, чтобы сохранить боевой дух сражающихся и избежать смуты.
К этому времени обстановка в стране складывалась не в пользу восставших. Основное население городов Ифрикии, придерживающееся суннитского вероисповедания, отрицательно восприняло хариджитскую власть и было готово поддержать восстановление власти Фатимидов. Активизировались сторонники Фатимидов из берберских племён группы санхаджа, враждовавшие с берберами зената, составлявшими главную опору Абу Язида. В конце мая 946 года пришедшая на помощь Фатимидам берберская конница, вынудила мятежников снять осаду Махдии и отступить. Тогда же, в крупнейшем городе Ифрикии Кайруане началось восстание местного населения против власти хариджитов, которые были изгнаны из города. В начале июня Исмаил со своими войсками вступил в Кайруан. В течение лета 946 года хариджиты Абу Язида предприняли несколько штурмов Кайруана, но были отражены Фатимидами и их сторонниками. В середине августа 946 года под Кайруаном состоялось решающее сражение, в котором фатимидские войска Исмаила наголову разгромили хариджитов Абу Язида. Остатки войска повстанцев отошли на запад.
К осени 946 года халиф установил свою власть на большей части страны и предпринял меры к восстановлению экономики государства. Были временно отменены дополнительные налоги. В ноябре-декабре 946 года Абу Язид восстановил свои силы и возобновил активные военные действия. Исмаил сумел нанести хариджитам ряд поражений и вынудил их отступить в горные районы на западе. В январе-марте 947 года происходила борьба фатимидских войск и хариджитов за местность в районе Мсила, завершившаяся отступлением мятежников в район крепости Кийана (позднее — город Кала-Бени-Хаммад), где им удалось закрепиться. Войска халифа Исмаила в мае 947 года осадили Кийану. В августе 947 года Абу Язид умер от ран. Тело предводителя мятежников было доставлено к халифу. Остатки хариджитов под руководством сына Абу Язида Фадла ещё продолжали сопротивление, но в целом восстание было подавлено. В честь этой победы халиф Исмаил принял имя «аль-Мансур» («победоносный»). Осенью 947 года аль-Мансур двинулся на запад, где овладел Тахертом. Он предполагал продолжить военные действия против главных соперников Фатимидов в Магрибе Омейядов, но из-за болезни был вынужден вернуться.
В начале 948 года аль-Мансур перенёс столицу страны в основанный им к югу от Кайруана близ селения Сабра город Мансурия (en:El-Mansuriya). Столица была сооружена по чёткому плану, возведены дворцы, центральная мечеть аль-Азхар, город обнесён крепостной стеной.
В 948 году были окончательно усмирены последние очаги хариджитского восстания. Сын Абу Язида Фадл погиб в бою. Берберские племена к югу от горной цепи Аурес вновь покорились Фатимидской монархии. Остальные годы правления аль-Мансура были направлены на восстановление страны после разрушений периода восстания Абу Язида, и укрепление внешнеполитического положения халифата. В Сицилии византийцы пытались воспользоваться внутренними войнами в Фатимидском халифате и начали активные военные действия против мусульман. В 948 году аль-Мансур передал права наместника в Сицилии Хасану аль-Кальби, который смог организовать успешное противостояние византийскому наступлению и укрепить свои позиции на острове. Также аль-Мансур старался укрепить систему проповеднической деятельности исмаилитов — «дава» в других странах ислама.
В 953 году аль-Мансур заболел и скончался, оставив трон своему молодому сыну аль-Муиззу.